# Mark 48 (торпеда)
Mark-48 (Mk-48) — универсальная дистанционно управляемая торпеда большой дальности. Разработана Исследовательской лабораторией боеприпасов Университета штата Пенсильвания для замены серии торпед Mk-37 (заказ на проведение НИОКР на сумму $7 млн 465 тыс. был размещён Управлением вооружений ВМС США).

## Описание
Торпеды «Gould Mark 48» разработаны для поражения надводных целей и скоростных подводных лодок. Использует активную и пассивную систему самонаведения. Также эти торпеды оборудованы системой многократной атаки, которая применяется при потере цели. Торпеда самостоятельно осуществляет поиск, захват и атаку цели.

## ТТХ
| Принята на вооружение  | 1972                                                                      | 1976                                                                      | 1988; ПО Block I — 1991; Block II — 1994; Block III — FY97 | 1998                                                                      | 2008 |                                                                           |                                                                           |                                                                           |
| Завершено производство | 1977                                                                      | 1981                                                                      | |                                                                           | не ранее 2014 |                                                                           |                                                                           |                                                                           |
| Произведено            |                                                                           | > 1000                                                                    | |                                                                           | |                                                                           |                                                                           |                                                                           |
| Длина, м               | 5,79                                                                      | 5,79                                                                      | 5,79 | 5,79                                                                      | 5,79 | 5,79                                                                      | 5,79                                                                      | 5,79                                                                      |
| Масса, кг              | 1 558                                                                     |                                                                           | 1 676 |                                                                           | |                                                                           |                                                                           |                                                                           |
| Стоимость              | $894 тыс. (1978)                                                          |                                                                           | $3,5 млн (1988) |                                                                           | $3,8 млн |                                                                           |                                                                           |                                                                           |
| Диаметр, мм            | 533,4                                                                     | 533,4                                                                     | 533,4 | 533,4                                                                     | 533,4 | 533,4                                                                     | 533,4                                                                     | 533,4                                                                     |
| Дальность, км (узлов)  | 38 (55) / 50 (40)                                                         | 38 (55) / 50 (40)                                                         | увеличена |                                                                           | |                                                                           |                                                                           |                                                                           |
| Глубина, м             | 800                                                                       | 800                                                                       | 800 | 800                                                                       | 800 | 800                                                                       | 800                                                                       | 800                                                                       |
| Скорость, узлов        | 55 — сближения и атаки, 40 — поиска                                       | 55 — сближения и атаки, 40 — поиска                                       | увеличена |                                                                           | |                                                                           |                                                                           |                                                                           |
| Система управления     | по проводной связи — 18 км, пассивное или активное акустическое наведение | по проводной связи — 18 км, пассивное или активное акустическое наведение | по проводной связи — 18 км, пассивное или активное акустическое наведение                                                                                                  | по проводной связи — 18 км, пассивное или активное акустическое наведение | по проводной связи — 18 км, пассивное или активное акустическое наведение | по проводной связи — 18 км, пассивное или активное акустическое наведение | по проводной связи — 18 км, пассивное или активное акустическое наведение | по проводной связи — 18 км, пассивное или активное акустическое наведение |
| Система управления     | односторонняя                                                             | двухсторонняя                                                             | устройство формирования диаграммы направленности и бортовая ЭВМ повысили чувствительность и помехозащищённость, улучшили возможности работы на малых глубинах и подо льдом | новая ЭВМ                                                                 | широкополосная гидроакустическая система повысила: - точность обнаружения надводных кораблей и малошумных ДЭПЛ, - дальность действия, помехозащищённость, - эффективность на мелководье |                                                                           |                                                                           |                                                                           |

1. ↑  Для ADCAP было разработано два независимых обновления оборудования:
  - системы наведения (G&C MOD), включающее в себя увеличение ОЗУ и процессор большей производительности,
  - пропульсивного движителя (TPU MOD).

Объединение двух аппаратных модификаций получило обозначение Mod 6.

## Эксплуатанты
- ВМС США
- Королевский Австралийский ВМФ Mod 4[13]
- ВМС Канады Mod 4[13]
- ВМС Нидерландов > 40 Mod 4[13]
- ВМС Бразилии Mod 6

## Упоминание в фильмах
По версии, представленной в фильме режиссёра Жана-Мишеля Карре (Jean-Michel Carré) «„Курск“. Подводная лодка в мутных водах» (фр. Koursk: Un sous-marin en eaux troubles, 2004), торпеда Mk-48 выпущенная с американской АПЛ USS Memphis (SSN-691) могла быть причиной гибели российского подводного атомного ракетоносца К-141 «Курск» во время учений в Баренцевом море в 2000 году. Этот документальный фильм был один раз показан по французскому телевидению, а после распространения в Интернете получил некоторый общественный резонанс.
При этом французский кинематографист делает несколько сомнительных заявлений, например, об использовании обеднённого урана в торпеде Mk-48.